# جوزيف نيلسون
جوزيف نيلسون (بالإنجليزية: Joseph Nelson)‏ هو مهندس معماري أمريكي، ولد في 24 يناير 1876، وتوفي في 6 فبراير 1952.